# Réserve marine de Sa Dragonera
La Réserve marine de Sa Dragonera est une aire marine protégée créée sur l'île Sa Dragonera sur les Îles Baléares en 2007,.
Cette réserve marine est une Zone spéciale de conservation (ZSC) et un Site d'importance communautaire (SIC) du réseau Natura 2000 définie par la Convention de Ramsar visant la conservation des types d'habitats et des espèces animales et végétales. Elle fait partie du parc naturel de Sa Dragonera créée en 1995.

## Flore et faune
Le paysage karstique de l’île Sa Dragonera offre également au fond marin des fonds rocheux et des grottes où prolifère le mérou brun (Epinephelus marginatus), ainsi que de vastes champs de Posidonie de Méditerranée (Posidonia oceanica) parmi lesquels se protège la grande nacre (Pinna nobilis). Ces deux espèces marines sont menacées par la pression humaine, mais grâce à la déclaration de réserve marine, leur protection a été renforcée.
Le Goéland d'Audouin est facile à distinguer du goéland commun grâce à la couleur corail de son bec et ses pattes vert olive ainsi que le Balbuzard pêcheur (Pandion haliatus). Le Martin-pêcheur d'Europe (Alcedo atthis) est un des petits oiseaux au plumage plus voyant et plus rapide. Le Puffin de Scopoli (Calonectris diomedea) est l'endémique des lieux...